# Серп мозку
Серп мозку (лат. falx cerebri) — велика, у формі півмісяця складка менінгеального шару твердої мозкової оболони, яка спускається вертикально в поздовжну щілину між півкулями головного мозку.
Серп мозку кріпиться спереду біля півнячого гребеня (лат. crista galli) в безпосередній близькості від крилоподібної пластини і лобової та решітчастої пазух. Позаду він з'єднаний з верхньою поверхнею намету мозочка. Його верхній край прикріплений по середній лінії до внутрішньої поверхні черепа, аж до внутрішнього потиличного виступу. Верхній сагітальний синус міститься у верхньому краї серпа мозку і перекриває поздовжню щілину мозку. Нижній сагітальний синус міститься в нижньому краї його краї і дугах над мозолистим тілом, глибоко в поздовжній щілині. .

## Кальцифікація
Кальцифікація серпа мозку частіше зустрічається у пацієнтів старшого віку, часто без визначеної причини та без патогенних симптомів.

## Менінгіома
Фалькс-менінгіома — це менінгіома, що виникає від серпа і повністю приховується верхньою корою. Фалькс-менінгіома, як правило, проростає переважно в одну півкулю головного мозку, але часто є двосторонньою, і у деяких пацієнтів пухлина проростає в нижній край сагітального синуса. Однак, хоча багато інформації щодо менінгіом, про фалькс-менінгіоми відомо мало.

## Додаткові зображення

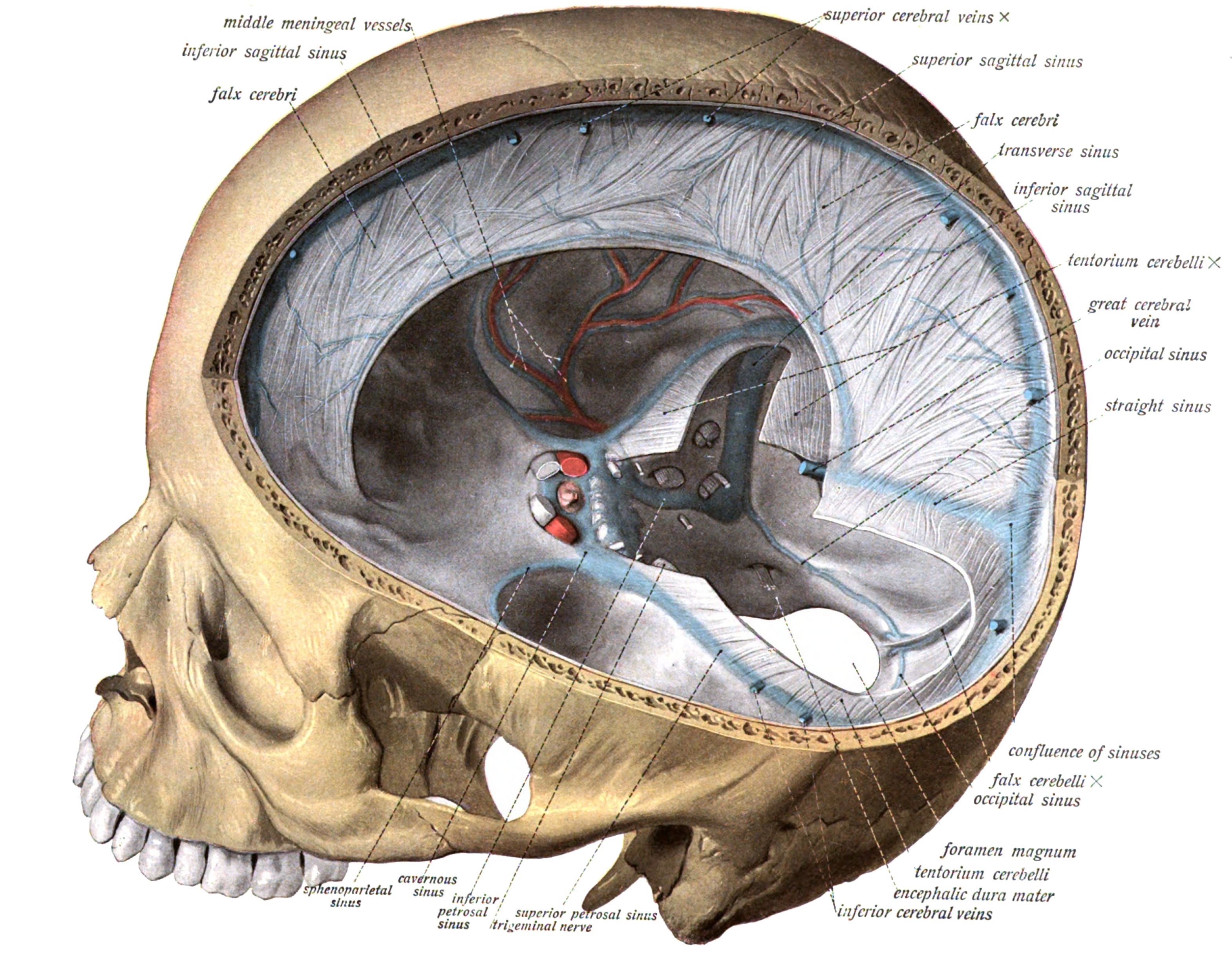
Розташування серпа мозку в порожнині черепа
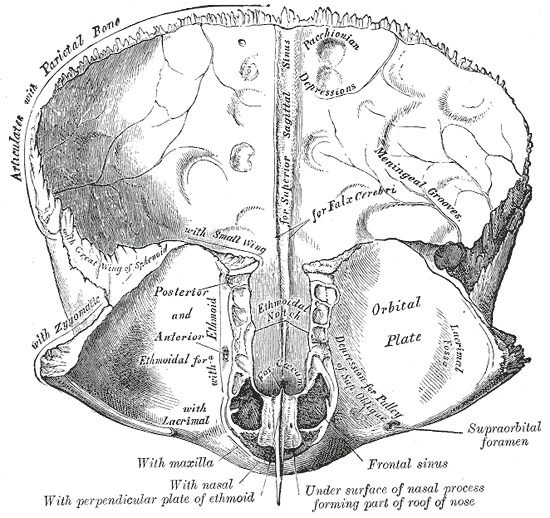
Лобова кістка. Внутрішня поверхня.
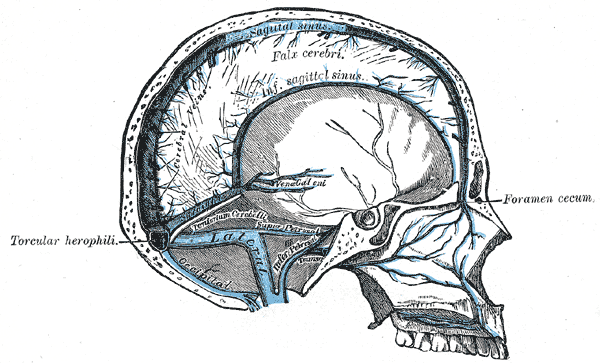
Сагітальний зріз черепа, що показує пазухи твердої мозкової оболони.
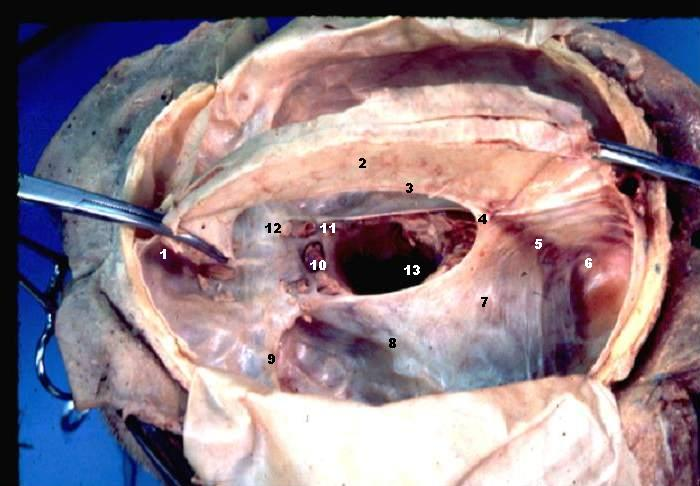
Тверда мозкова оболона мозку людини
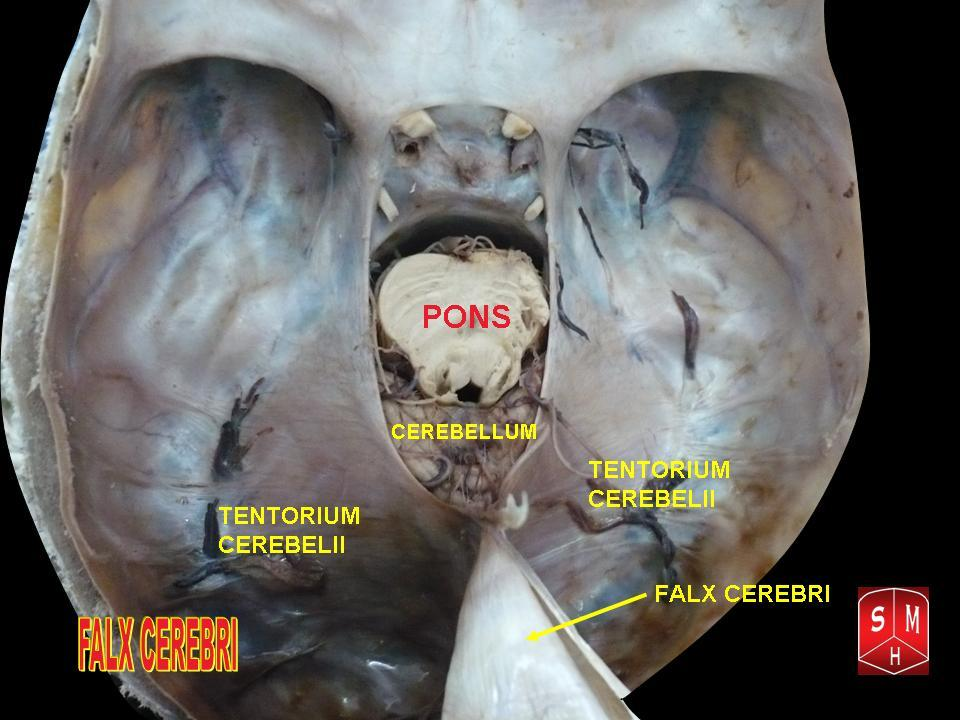
Серп мозку